# Globuloverruca spongophila
Globuloverruca spongophila is een zeepokkensoort uit de familie van de Verrucidae. De wetenschappelijke naam van de soort is voor het eerst geldig gepubliceerd in 2004 door Young.